# Комиссия по истории знаний
Комиссия по истории знаний (1921—1932) — научная комиссия в РАН и АН СССР, созданная для изучения процессов возникновения, развития и распространения знаний на протяжении истории человечества.

## Деятельность
Основная цель комиссии — исследование различных аспектов интеллектуальной культуры, включая философию, науку, технику, искусство и другие области знаний. История знаний помогает понять, как формировалась современная наука, какие ошибки были совершены в прошлом, и какие вызовы стоят перед человечеством сегодня. Знание о том, как развивались различные научные дисциплины, способствует более глубокому пониманию современных проблем и перспектив будущего.
Основные задачи комиссии:
- Историческое изучение знаний : Анализ эволюции различных дисциплин, таких как математика, физика, биология, гуманитарные науки и т. д., начиная с древних цивилизаций до современности.
- Междисциплинарные исследования : Комиссия занимается изучением взаимодействий между различными областями знания (например, влияние философии на развитие естественных наук или связь между искусством и технологиями).
- История научных концепций : Исследуются основные идеи и теории, которые формировали мировоззрение человечества в разные исторические периоды.
- Социальные и культурные контексты : Изучаются социальные, экономические и культурные факторы, которые влияли на развитие знаний. Например, как политические условия или религиозные взгляды определяли направления научной деятельности.
- Роль личности в развитии науки : Анализируется вклад выдающихся ученых, мыслителей и изобретателей в прогресс знаний.
- Передача знаний через поколения : Исследуются механизмы, с помощью которых знания передавались от одного поколения к другому: учебные заведения, книги, монастыри, академии и т. д.

## Первые темы исследований
- История античной науки (греческая и римская философия, математика).
- Влияние средневековых университетов на развитие европейской науки.
- Эпоха Просвещения и её роль в формировании современного научного подхода.
- Развитие технологий в XX веке и их влияние на общество.
- История медицинских знаний: от гиппократовской школы до современной медицины.

## Публикации
- Труды Комиссии по истории знаний АН СССР. — Ленинград: Издательство АН СССР, 1927—1930. — 10 томов.[2][3]